# Lying Season

Lying Season est une chanson du groupe de grunge américain Alice in Chains, disponible est disponible dans le coffret Music Bank en 1999.
Lying Season est un vestige des enregistrements pour l'album Dirt. Elle a été enregistrée pour celui-ci mais ne fit pas partie de la track-list finale.